# Peter Steffen
Peter Steffen (* 26. September 1930 in Duisburg; † 31. August 2012 in Rösrath; bürgerlich Ernst Bublitz) war ein deutscher Schlagersänger.

## Leben
Peter Steffen lernte im Alter von sechs Jahren Akkordeon und machte mit seiner Schwester und seinem Vater Hausmusik. In der Schule und beim CVJM fiel bereits sein musikalisches Talent auf. Seinen Schulabschluss machte er während der Kinderlandverschickung in Austerlitz. Nach Ende des Zweiten Weltkrieges kehrte Steffen, dessen Vater in der Kriegsgefangenschaft starb, nach Duisburg zurück, wo er in der Zeche Beeckerwerth Arbeit fand und 1950 erfolgreich seine Ausbildung zum Dreher beendete. Später nahm das damalige Mitglied eines Kirchenchors und eines Gesangsvereins Gesangsunterricht und studierte Kontrabass. Anfang der 1950er Jahre gründete Steffen die Tanzkapelle Cocktail-Trio, mit der er nebenberuflich in Duisburg und Umgebung auftrat.
1958 wurde er während einer Übertragung des Süddeutschen Rundfunks (SDR) aus dem Gustav-Siegle-Haus in Stuttgart von Margot Hielscher als Nachwuchsstar präsentiert. Wolfram Röhrig, der Leiter der Musikabteilung des SDR, machte den Polydor-Produzenten Gerhard Mendelson auf Steffen aufmerksam. Steffen wurde zu Probeaufnahmen in das Wiener Konzerthaus eingeladen, wo er am selben Tag einen Plattenvertrag unterzeichnete. Nachdem die Plattenfirma zwei Jahre keine weiteren Aufnahmen mit Steffen produziert hatte, stattete er dem Polydor-Chef Kurt Richter einen Besuch ab, um diesen an den Vertrag zu erinnern.
Im Oktober 1960 nahm Steffen in der Musikhalle Hamburg unter Produzent Bobby Schmidt mit dem Titel Als ich ein kleiner Junge war sein Schallplatten-Debüt auf. Die deutsche Version des US-amerikanischen Titels Didi-O-Day entwickelte sich zu einem Erfolg. Am 23. September 1961 überreichte Camillo Felgen Steffen für dessen Hit den Bronzenen Löwen von Radio Luxemburg. Im gleichen Jahr hatte Steffen in der Filmkomödie Ach Egon! einen Auftritt mit dem von Heino Gaze geschriebenen Titel Tag für Tag, der jedoch nicht auf Schallplatte erschien. Bis 1963 produzierte die Polydor noch sechs weitere Singles mit Steffen, der dabei meist mit seinem Sohn Roland oder der Schlagersängerin Hannelore Bassen im Studio stand. Die Aufnahmen mit Bassen wurden bis auf einen Titel unter dem Pseudonym Susie und Peter veröffentlicht. Mit Vier Schimmel, ein Wagen, der deutschen Version des Instrumental-Hits Wheels, landete das Duo zwar seinen größten Erfolg. Dessen Version setzte sich jedoch nicht gegen Konkurrenten wie The String-A-Longs, dem Trio Kolenka oder Billy Vaughn durch, die mit dem gleichen Titel Top-10-Hits landen konnten.
1963 lehnte Steffen die Verlängerung seines auslaufenden Plattenvertrages bei Polydor ab. Stattdessen gründete er eine eigene Band, mit der er zahlreiche Auftritte im In- und Ausland absolvierte. In der DDR entstanden außerdem einige Rundfunkaufnahmen mit Steffen.
Peter Steffen hat drei Kinder aus zwei Ehen. Sein Großonkel mütterlicherseits, Julius Bertelmann, war der Vater des Schlagersängers Fred Bertelmann.
Peter Steffen starb nach langer, schwerer Krankheit im Alter von 81 Jahren in Rösrath.

## Diskografie

### Singles
(A-Seite / B-Seite)
Label Polydor
- Als ich ein kleiner Junge war / Es liegt mir am Herzen (1960)
- Es war an der Riviera / Eine himmelblaue Kutsche (1961), mit Hannelore Bassen (als Susie und Peter)
- Sie war ein Kind der Heide / Drei zärtliche Küsse (1961), mit Hannelore Bassen (als Susie und Peter)
- Vier Schimmel, ein Wagen / Der Puppenspieler (1961), A-Seite: mit Hannelore Bassen
- Wenn morgen früh die Sonne scheint / Wie im September (1961), A-Seite: mit seinem kleinen Jungen (Roland)
- Auf meinen Jungen kann ich mich verlassen / Erst mußt du noch zur Schule geh’n (1962), mit seinem kleinen Jungen (Roland)
- Pepinos Freund Pasquale / Ich bin dein, du bist mein (1963)

### CDs
- Als ich ein kleiner Junge war (1996; Bear Family Records)

## Filmografie
- 1961: Ach Egon!